# Henrike Hahn
Pour les articles homonymes, voir Hahn.
Henrike Hahn, née le 4 septembre 1970 à Munich, est une femme politique allemande. Membre de l'Alliance 90/Les Verts (Die Grünen), elle est députée européenne de 2019 à 2024.

## Biographie
Henrike Hahn est membre de l'Alliance 90/Les Verts (Die Grünen) depuis 2012 et siège au sein du comité du parti en Bavière. 
Elle est élue députée européenne en mai 2019.